# John Joel Glanton
John Joel Glanton (1819 – 23 de abril de 1850) fue uno de los primeros colonos del Territorio de Arkansas, Ranger de Texas, soldado en la guerra entre México y Estados Unidos y líder de una notoria banda de cazadores de cabelleras en el norte de México y el suroeste de los Estados Unidos a mediados del siglo XIX. Fuentes contemporáneas también lo describen como un forajido asesino y un destacado participante en la Revolución de Texas. Aparece como una figura violenta en las obras de los destacados escritores americanos Larry McMurtry y Cormac McCarthy.

## Biografía

### Primeros años de vida
John Joel Glanton nació con su gemelo, Julian, en el condado de Edgefield, Carolina del Sur, en 1819. Su padre, Charles William Glanton, murió cuando él era joven y su madre, Margaret Hill Glanton, trasladó a sus cuatro hijos a Luisiana. En 1832, se volvió a casar con el Mayor John Roddy, un rico veterano de Carolina del Sur de la Guerra de 1812, con el que tuvo dos hijos. 
En 1835, lo siguió al condado de Jackson en el territorio de Arkansas, donde la familia estableció la plantación 'Walnut Woods', que contaba con más de veinte esclavos cerca de lo que ahora es Augusta.

### Independencia de Texas

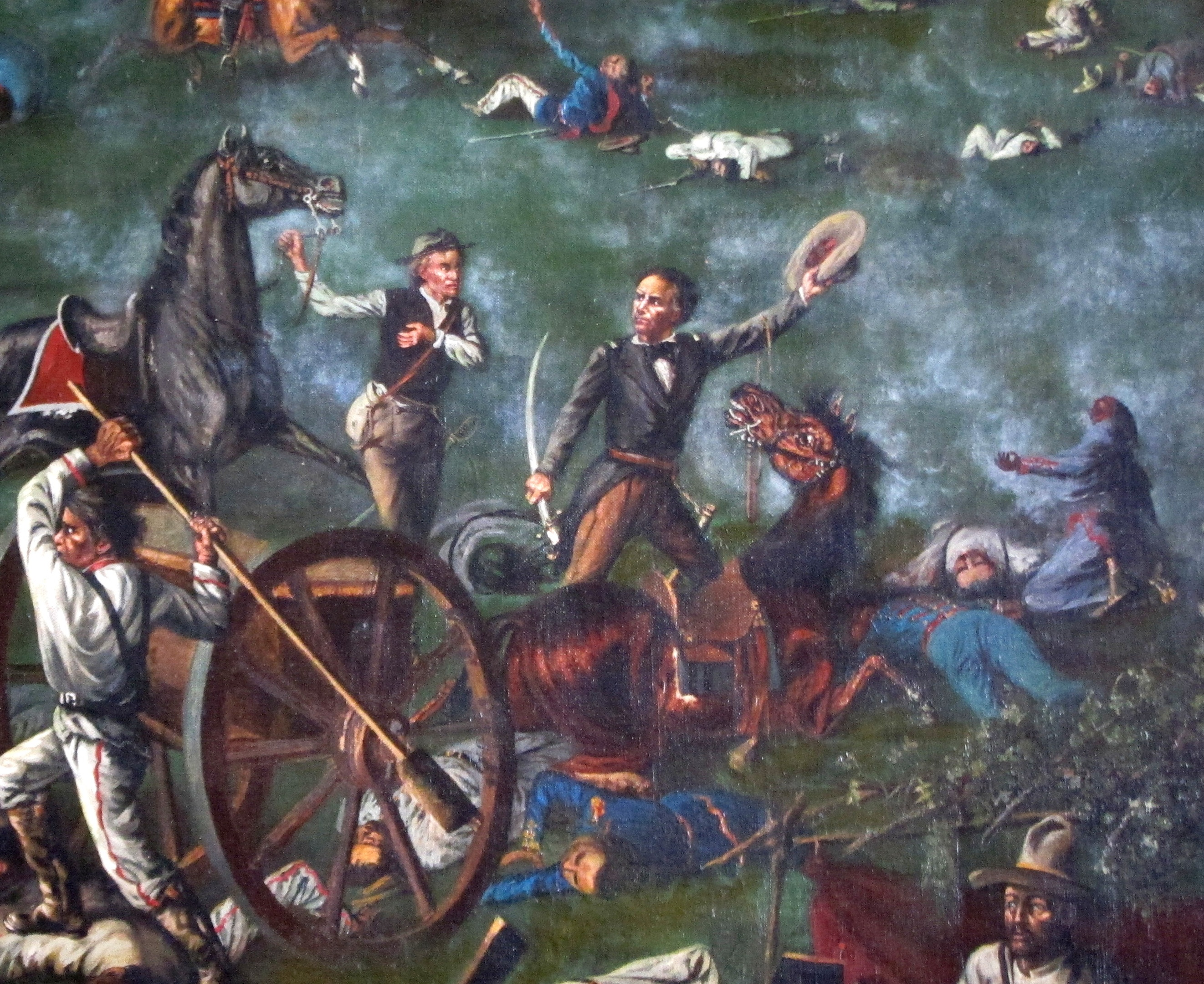
Sam Houston en la Batalla de San Jacinto (1836)

No hay mucha certeza sobre la juventud de Glanton, pero se ganó una reputación de violento y explosivo. Aparece en pocos registros hasta su arresto en Luisiana en 1841, pero autores posteriores afirman que huyó de Tennessee como proscrito antes de establecerse en Gonzales, Texas y participar en la primera batalla de la independencia texana de 1835 contra la República Centralista de México. Su prometida fue secuestrada, escalpelada y asesinada por apaches lipanes antes o durante su estancia con Stephen F. Austin en el asedio de las fuerzas de De Cos en San Antonio. Se decía que era un explorador bajo el mando del coronel James Fannin, comisionado como capitán de los Rangers de Texas cuando todavía tenía 16 años, y que escapó por poco de la masacre de los hombres de Fannin perpetrada por De La Portilla el 27 de marzo de 1836 en Goliad, Texas. Después de la Batalla de San Jacinto, el presidente Sam Houston supuestamente desterró a Glanton de Texas, aunque esto nunca se aplicó y no sobrevive ningún registro de tal orden. Más tarde se dijo que había herido o matado a los mejores hombres de ambos bandos de la Guerra Regulador-Moderador sin apoyar personalmente a ninguno de los bandos.
Glanton fue arrestado en Nueva Orleans el 11 de marzo de 1841 por el delito de lesiones, después de haber intentado dispararle a un oficial de policía con su pistola en el Teatro Americano, pero fue despedido con poco o ningún castigo, ya que nadie resultó herido. A principios de 1843, Glanton solicitó una concesión de tierra de 320 acres en el condado de Jackson, Arkansas. Mejoró la tierra, pero al no recibir ningún certificado de compra, transfirió su reclamo a su hermano Benjamin en 1845 y regresó a Luisiana. Todavía recibía su correo en Nueva Orleans en septiembre de 1846, pero aparentemente ya había partido hacia Texas.

### Guerra México-Estadounidense
En el momento de la guerra entre México y Estados Unidos, formaba parte de la compañía de San Antonio de los Rangers de Texas de Walter P. Lane. Se le acusó de matar a un civil mexicano en Magdalena, Nuevo México, mientras servía como centinela de perímetro en 1847. Glanton se defendió diciendo que el civil había ignorado sus órdenes de detenerse. Este acontecimiento puso a Walter P. Lane — entonces mayor del ejército — en conflicto con su general Zachary Taylor. Glanton evadió a la policía militar enviada para arrestarlo pero luego se alistó en el segundo regimiento de John Coffee Hays de los Primeros Rifles Montados de Texas, también conocidos informalmente como los Rangers Texanos. Vio acción como parte de la Campaña de la Ciudad de México del general Winfield Scott, durante la cual el soldado Glanton fue observado por el general Joseph Lane y "atrajo la atención general por su extraordinaria actividad y audacia durante las acciones del 23 y 24 de noviembre de 1847 en el Paso Galaxara en Puebla".

### Organización Glanton
Después del verano de 1849, Glanton y sus empleados fueron contratados por las autoridades mexicanas para eliminar a los apaches en el norte de México y lo que ahora es parte del suroeste de los Estados Unidos. Para aumentar sus ingresos, su organización arrancó cueros cabelludos de tribus guerreras nativas que habían estado atacando a los colonos en Estados Unidos y México para reclamar la recompensa por los cabelleras. El soldado y escritor de memorias Samuel Chamberlain afirmó haber trabajado como miembro de la organización. Según Chamberlain, el segundo al mando de Glanton era un tejano conocido como el juez Holden. Al incumplir sus contratos, el estado de Chihuahua puso precio a los jefes de la organización, declarándolos proscritos en diciembre de 1849. Autoridades chihuahuenses los expulsaron hacia Sonora. Con el tiempo, agotaron la bienvenida sonorense y se trasladaron al norte, al territorio de Arizona.

### La masacre de Glanton
En Arizona, la organización Glanton se convirtió en socia de un ferry en el cruce de Yuma del río Colorado, un cruce popular para colonos y buscadores que viajaban hacia y desde California durante la fiebre del oro de California. Según afirmaciones de operadores de ferry de la competencia, los Glanton a veces mataban a pasajeros mexicanos y estadounidenses que regresaban de los yacimientos de oro para llevarse su dinero y sus bienes. Otros relatos afirman que destruyeron un barco y mataron a algunos yumanos que operaban un ferry rival cerca de Pilot Knob. Al amanecer del 23 de abril de 1850, una banda de yumanos liderada por Caballo en Pelo mató y arrancó la cabellera de Glanton y la mayor parte de su organización para establecer el monopolio del ferry de la tribu. Al enterarse de la masacre, los funcionarios de California reclutaron una milicia en la desafortunada Expedición Gila contra la tribu Yuma.

## En la cultura popular
- Jeremiah Clemens incluye a Glanton como personaje en su novela Bernard Lile (1856), una de las primeras obras de ficción sobre la Independencia de Texas.
- Samuel Chamberlain, quien afirmó haber sido miembro de la pandilla, escribió un relato de sus actividades en sus memorias: Mi confesión.
- Glanton, bajo el nombre de Gallantin, es un personaje de Flashman and the Redskins (1982) de George MacDonald Fraser, una entrega de la serie de novelas cómicas de larga duración The Flashman Papers.
- Una versión ficticia de Glanton y su pandilla aparece en la novela Meridiano de sangre (1985) de Cormac McCarthy, muchos de cuyos acontecimientos se basan en el relato de Chamberlain.
- Glanton, junto con otro cazador de cabelleras histórico, James Kirker, aparece brevemente en las escenas iniciales de la novela de Larry McMurtry, Dead Man's Walk (1995). El libro es el primer volumen de la tetralogía Lonesome Dove de McMurtry.
- El cuento de siete páginas "A Scalp for a Scalp", dibujado por Russ Heath y escrito por John Whalen, también basado en las memorias de Chamberlain, está incluido en The Big Book of the Weird Wild West publicado por Paradox Press en 1998.
- Un episodio de 2005 de la serie de History Channel, Wild West Tech, presentó un relato de la banda de Glanton, centrándose en las fechorías de Glanton como cazador de cabelleras. Estas escenas fueron filmadas en Old Tucson Studios cerca de Tucson, Arizona .
- En la película de Kevin Costner Horizon: An American Saga – Capítulo 1 (2024) existe una subtrama que se basa en la banda de Glanton.